# СР-1
Самозарядный пистолет Сердюкова (СПС, «Гюрза», Индекс ГРАУ 6П53) — пистолет, разработанный для силовых подразделений специального назначения по программе НИОКР «Грач» конструкторами ЦНИИточмаш П. И. Сердюковым и И. В. Беляевым под патрон повышенной эффективности 9×21 мм обр. 1995 г. (обозначение ЦНИИточмаш РГ054) с дульной энергией пули 635 Дж.

## История
Пистолет разработан для замены АПС, использовавшегося в спецподразделениях силовых ведомств. Требования к тактико-техническим характеристикам включали в себя возможность прицельных выстрелов на дистанции до 100 метров, поражение целей в средствах индивидуальной защиты, возможность выведения из строя автотранспорта и иной небронированной техники.
Необходимость в пистолете, кардинально отличающемся от находившихся на вооружении и использовавшихся в армии, правоохранительных органах, спецслужбах и спецподразделениях образцов личного короткоствольного оружия, возникла в 1980-х годах. Причиной послужило повсеместное внедрение в вооружённые силы большинства стран мира лёгких средств индивидуальной защиты разных классов. К примеру, бронежилет второго класса способен на близком расстоянии остановить 7,62-мм пули со стальным сердечником при стрельбе из пистолета ТТ, и 9 мм пули стандартного патрона НАТО — при стрельбе из пистолета Beretta 92FS.
Кроме армий и правоохранительных структур, бронежилетами начали пользоваться криминальные и террористические группировки. При использовании бронежилета защищены, как правило, не более 30 % тела, однако опыт боевого применения личного оружия, в особенности полицейскими, свидетельствует о том, что большинство огневых контактов возникает внезапно и проходит скоротечно. В таких условиях, когда не хватает времени на точное прицеливание в жизненно важные органы, стрельба ведётся по корпусу, что в случае использования средств защиты означает возможность выжить и даже вести ответный огонь.
Потребовался новый комплекс оружие-патрон, который смог бы эффективно поражать противника в средствах индивидуальной защиты. Пистолет при этом должен был иметь приемлемые размеры, вес и силу отдачи, а пуля используемого патрона — высокое пробивное и останавливающее действие.
В 1991 году, в соответствии с выдвинутыми тактико-техническими требованиями, конструкторским коллективом во главе с Петром Ивановичем Сердюковым были созданы два опытных образца пистолета, получившие обозначение 6П53, под патрон 9×21 мм с обозначением РГ052, который разработал А. Б. Юрьев, с пулей оригинальной конструкции с повышенным пробивным и останавливающим действием.
В 1993 году ФСБ сформулировала ТТЗ, которые позволили снизить мощность патрона при достаточной эффективности стрельбы. На время разработки было принято условное наименование пистолета — «Вектор».
Патент на конструкцию пистолета был зарегистрирован в 1995 году, тогда же были изготовлены опытные образцы под названием РГ055, отвечающие новому ТТЗ. Образец пистолета РГ055С (С — коммерческий) под названием «Гюрза» был впервые представлен на Выставке техники и вооружения сухопутных войск (ВТТВ-1996, г. Омск) и предлагался на экспорт.
В декабре 1996 года пистолет был принят на вооружение для спецподразделений ФСБ и ФСО под наименованием СР1 (СР — специальная разработка) с патроном СП10 (СП — специальный патрон, в документах заказчика обозначение патрона РГ054). Производство было размещено на двух предприятиях — ЦНИИТочМаш (Климовск) и ОАО «Кировский завод „Маяк“» (г. Киров).
В дополнение к патрону СП10 были разработаны патроны: СП11 с малорикошетирующей пулей, СП12 с экспансивной пулей, СП13 с бронебойно-трассирующей пулей. Пистолет Сердюкова отличается высоким останавливающим и пробивным действием пули: на дальности до 50 м бронебойная пуля пробивает бронежилет класса защиты IIIA (по классификации NIJ), лист стали толщиной 5 мм или лист титана толщиной 2,4 мм.

## Конструкция
Использование мощного патрона потребовало выполнить автоматику пистолета с массивным затвором-кожухом. В боевом положении он полностью накрывает ствол.
Автоматика этого пистолета основана на использовании отдачи при коротком ходе ствола. Запирание канала ствола осуществляется сцеплением ствола с затвором с помощью вертикально качающейся личинки. Такая же схема использована в пистолетах Вальтер P38 и Беретта 92. При движении ствола назад личинка, взаимодействуя с клином на рамке, выходит своими выступами из пазов затвора, ствол расцепляется с затвором и останавливается выступом на рамке, а затвор продолжает движение, выбрасывая гильзу и сжимая возвратную пружину. Возвратная пружина охватывает ствол как направляющий стержень. Такое расположение пружины уменьшает размер ствольной части, по сравнению с пружиной и отдельным направляющим стержнем под стволом, и в пистолетах с подвижным стволом использовано впервые. Ударно-спусковой механизм курковый, с витой боевой пружиной, размещённый в полости для курка. Первый выстрел производится с предварительно взведённым курком или самовзводом.
Стальная рамка впрессована в пистолетную рукоятку, отформованную из литьевого высокопрочного стеклонаполненного полиамида заодно со спусковой скобой. Безопасное обращение с оружием обеспечивают два автоматических предохранителя: один запирает шептало и отключается с полным охватом рукоятки ладонью, его кнопка-клавиша расположена на тыльной стороне рукоятки; второй предохранитель запирает спусковой крючок и выключается при нажатии указательным пальцем на кнопку, расположенную на спусковом крючке. По израсходовании всех патронов затвор-кожух останавливается и удерживается в заднем положении на затворной задержке. При вставке снаряжённого магазина затвор снимается с задержки и досылает патрон в патронник. При пустом магазине для снятия затвора с задержки его нужно слегка оттянуть назад и отпустить.
Для постановки взведённого курка на предохранительный взвод нужно, придерживая большим пальцем курок, нажать спуск и плавно отпустить курок. Теперь возможен выстрел самовзводом. Для взведения курка на боевой взвод автоматический рукояточный предохранитель должен быть выключен. При осечке патрон нужно выбросить передёргиванием затвора и дослать следующий.
Клавиша рукояточного предохранителя неприемлемо далеко выступает за заднюю поверхность рукоятки и тугая, доставляет неудобство хвата при стрельбе, а также при её нажатии затруднительно взвести курок большим пальцем стреляющей руки. Назначение этой клавиши — лишь подтверждение хвата оружия, а не «разрешение» выстрела, поскольку выстрел возможен лишь при выключении обоих предохранителей.
СПС «Гюрза» имеет обтекаемые формы и современный дизайн рамки из армированного пластика.

## Варианты и модификации
- пистолет РГ055 — предсерийный вариант, в течение 1996 года изготовлено несколько опытных партий, общей численностью около 2000 штук. Затвор округлой формы, скоба спуска скруглённая, пистолетная рукоять выполнена из шероховатого пластика тёмно-серого цвета[4].
- пистолет «Гюрза» (РГ055С) — экспортный вариант пистолета РГ055. Отличается тщательной внешней отделкой с изображением змеи на боковой поверхности затвора.
- пистолет СР1 — серийно производился с декабря 1996 года до 2000 года для ФСО и ФСБ. Может использовать специальные боеприпасы. Затвор с продольными гранями. Спусковая скоба изменённой формы, с выступом для пальца второй руки. На рукояти имеется маркировка — товарный знак предприятия-изготовителя (у ЦНИИТочМаш — стилизованная голова совы, вписанная в круг; у завода «Маяк» — вписанный в круг стилизованный математический знак «радикал»).
- пистолет «Гюрза» (РГ060) — экспортный вариант пистолета СР1.
- пистолет СПС — серийно производился с 2000 г для спецподразделений Министерства обороны и СВР. Отличается изменённой формой пистолетной рукоятки. Кнопочная защёлка магазина, расположенная с правой стороны, вместо двухсторонней у СР-1. Изменена форма целика. В настоящее время не производится.
- пистолет СР1М — серийно производится для ФСО и ФСБ с 2003 года. Используется с различными видами боеприпасов, в том числе с экспансивной пулей. Рукоятка с увеличенной кнопкой предохранителя. Кнопочная защёлка магазина и рамка как у СПС. Изменены прицельные приспособления. После замены магазина затвор автоматически снимается с затворной задержки[5].

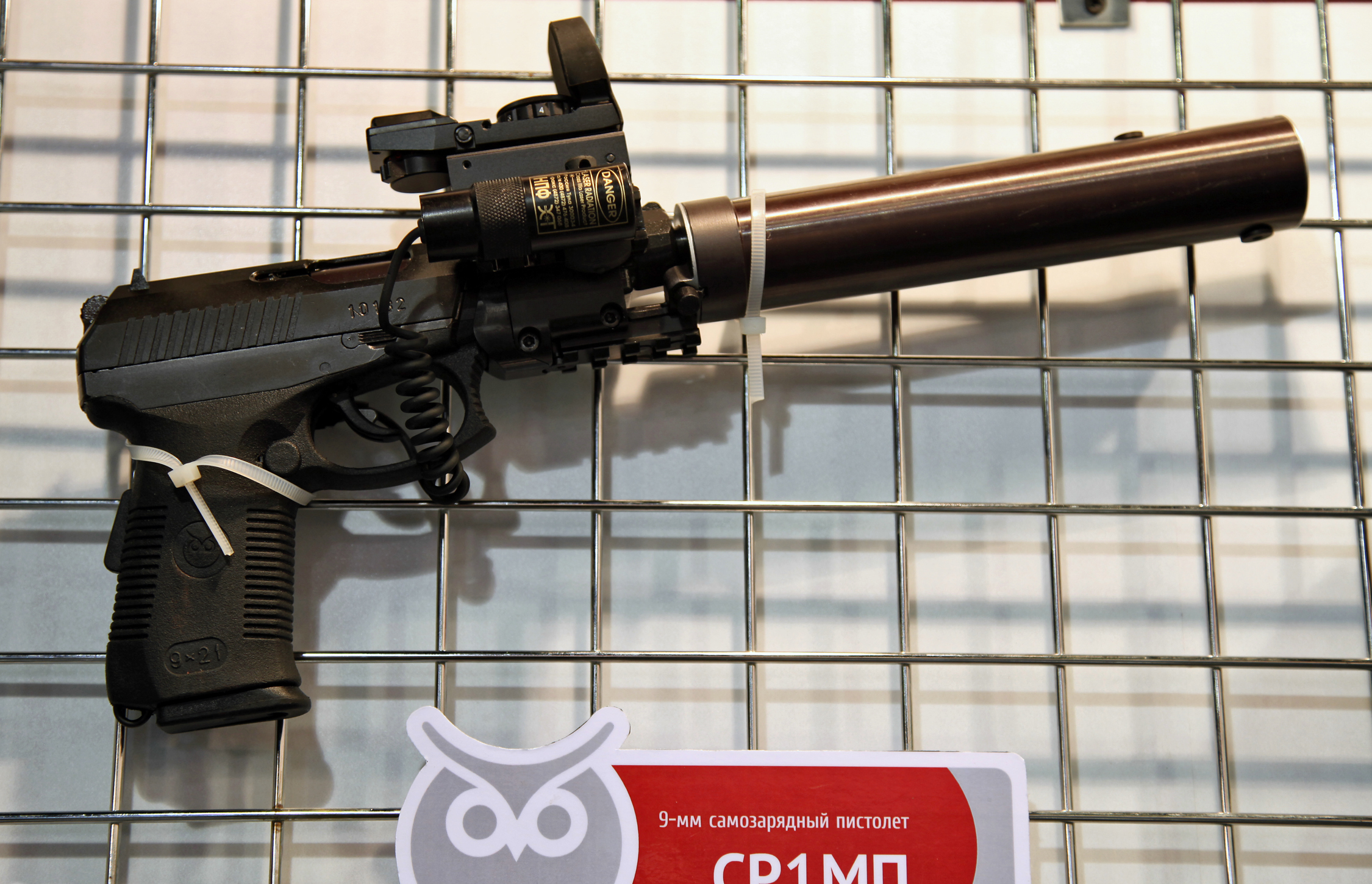
СР1МП

- пистолет СР1МП — новейшая модификация, отличающаяся наличием пазов по бокам передней части рамки, к которым может крепиться планка Пикатинни для установки на оружие различных дополнительных приспособлений: коллиматорных прицелов, лазерных целеуказателей (ЛЦУ) и боевых (тактических) фонарей. На пистолет СР1МП возможно установить глушитель для тихой стрельбы.

## Страны-эксплуатанты
- Кыргызстан — используются в 25-й бригаде специального назначения «Скорпион» вооружённых сил Киргизии[6]
- Россия — в декабре 1996 года пистолет был принят на вооружение для спецподразделений ФСБ и ФСО под наименованием СР1. С 1999 года некоторое количество пистолетов СР1 находится на вооружении прокуратуры[7]. В 2003 году пистолет был принят на вооружение армейских спецподразделений под обозначением СПС[8].

## Изображения СР1М

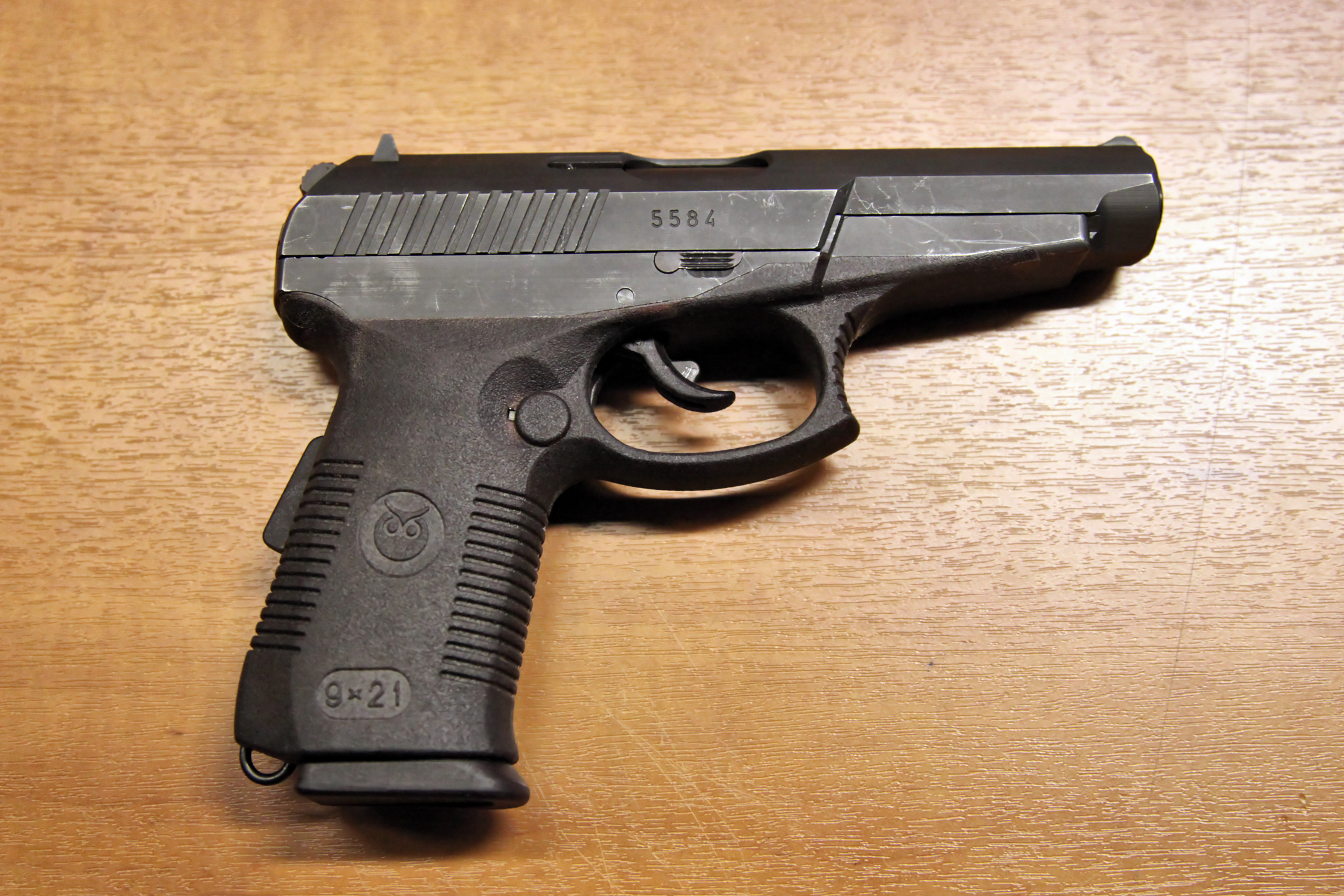
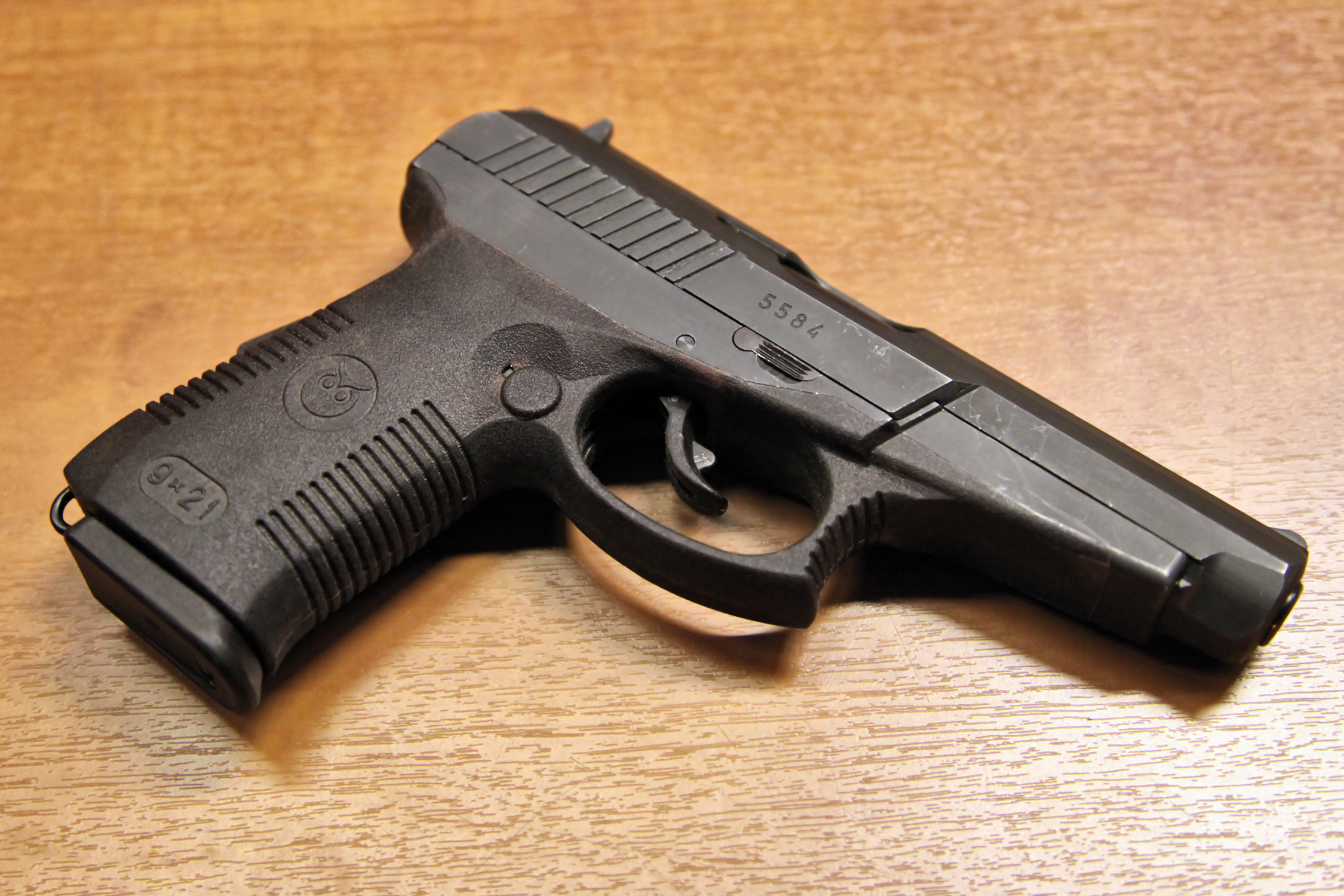
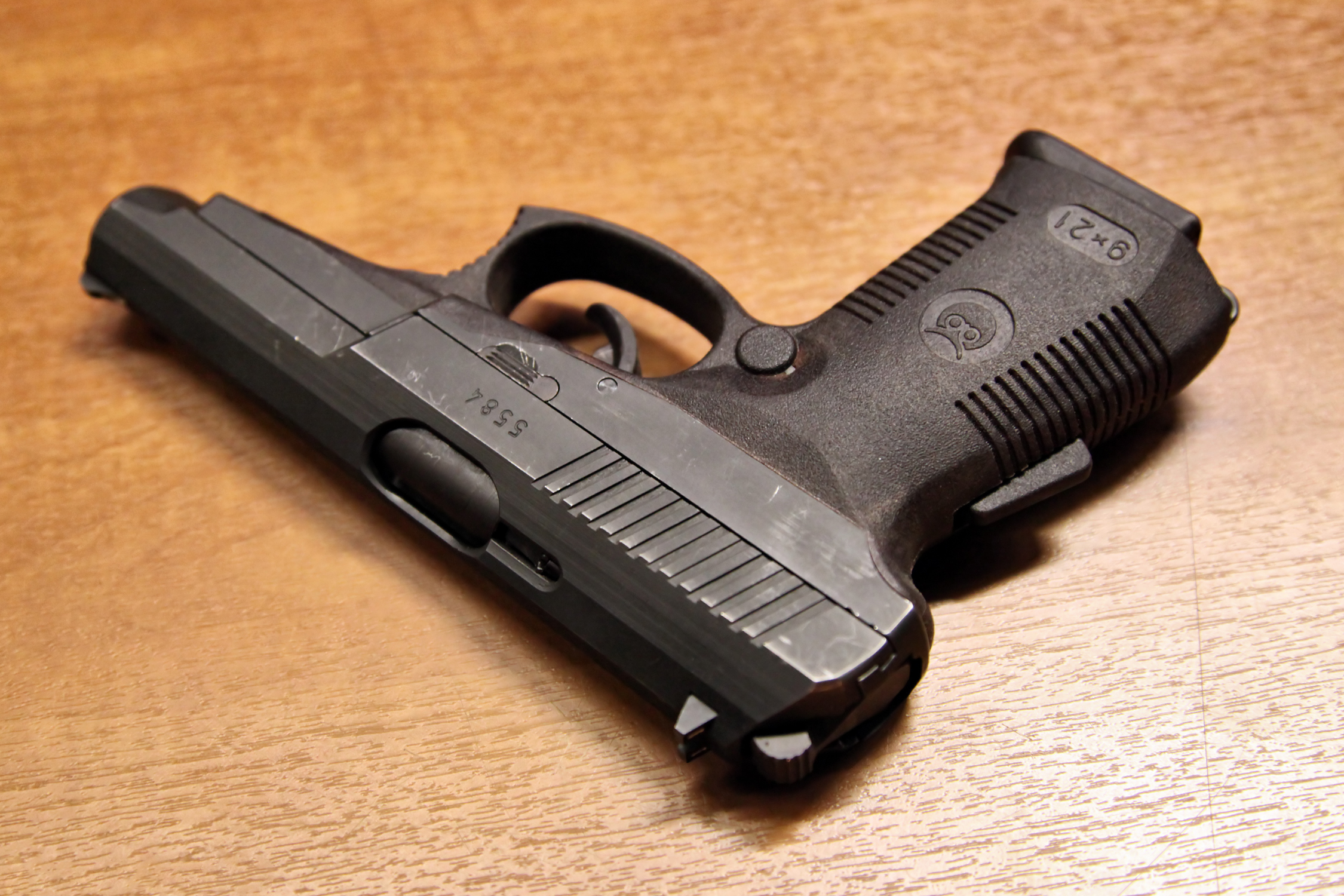
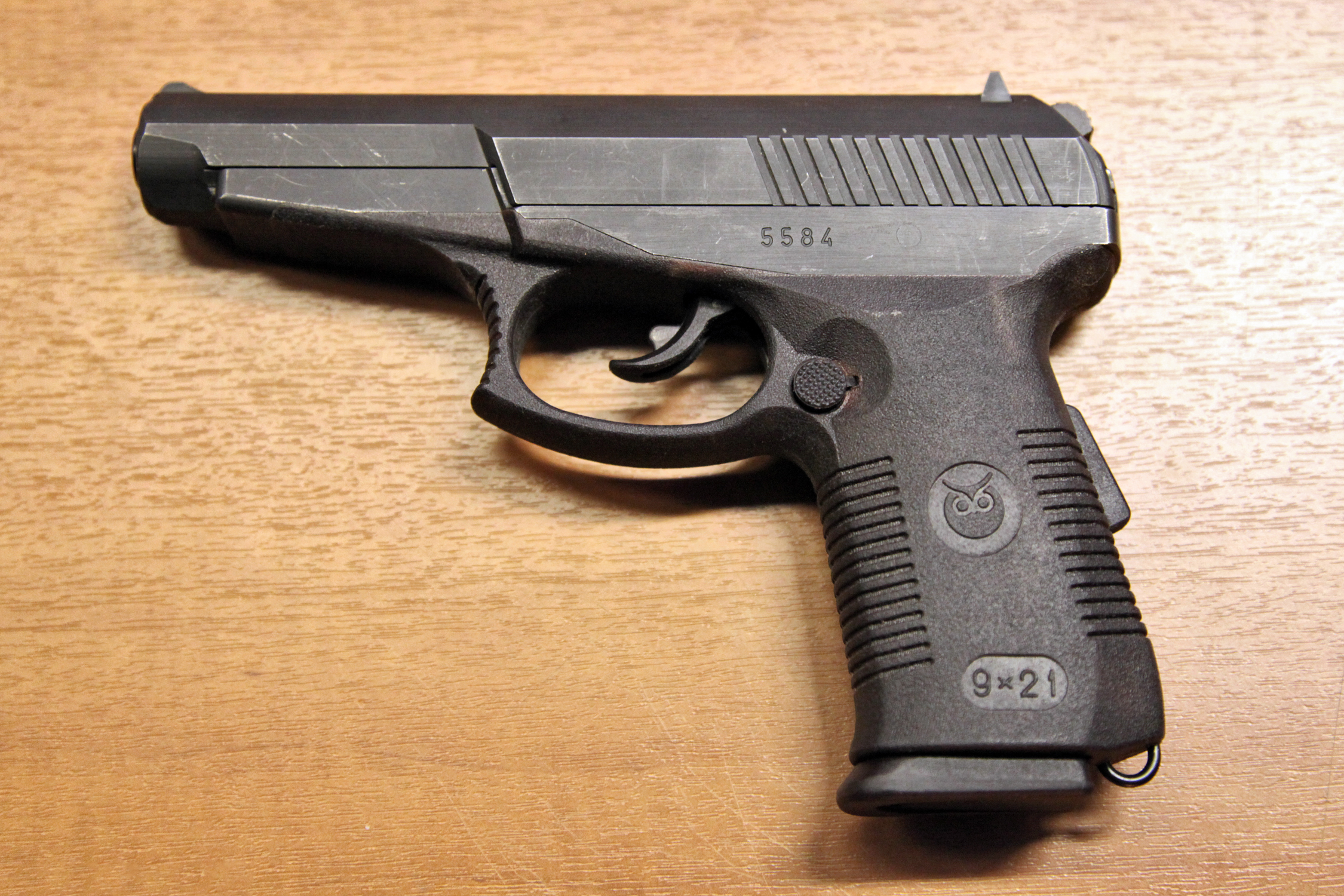
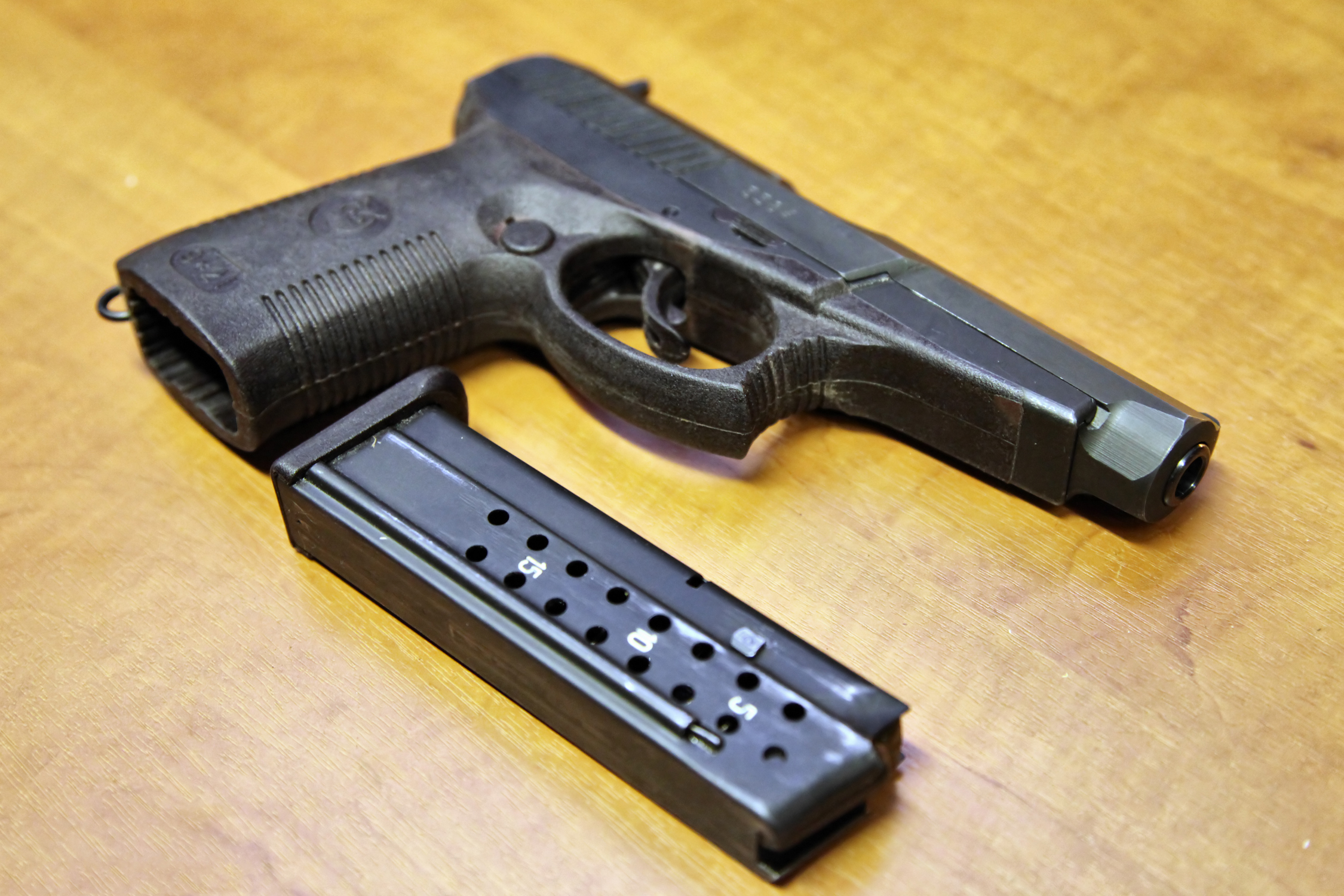
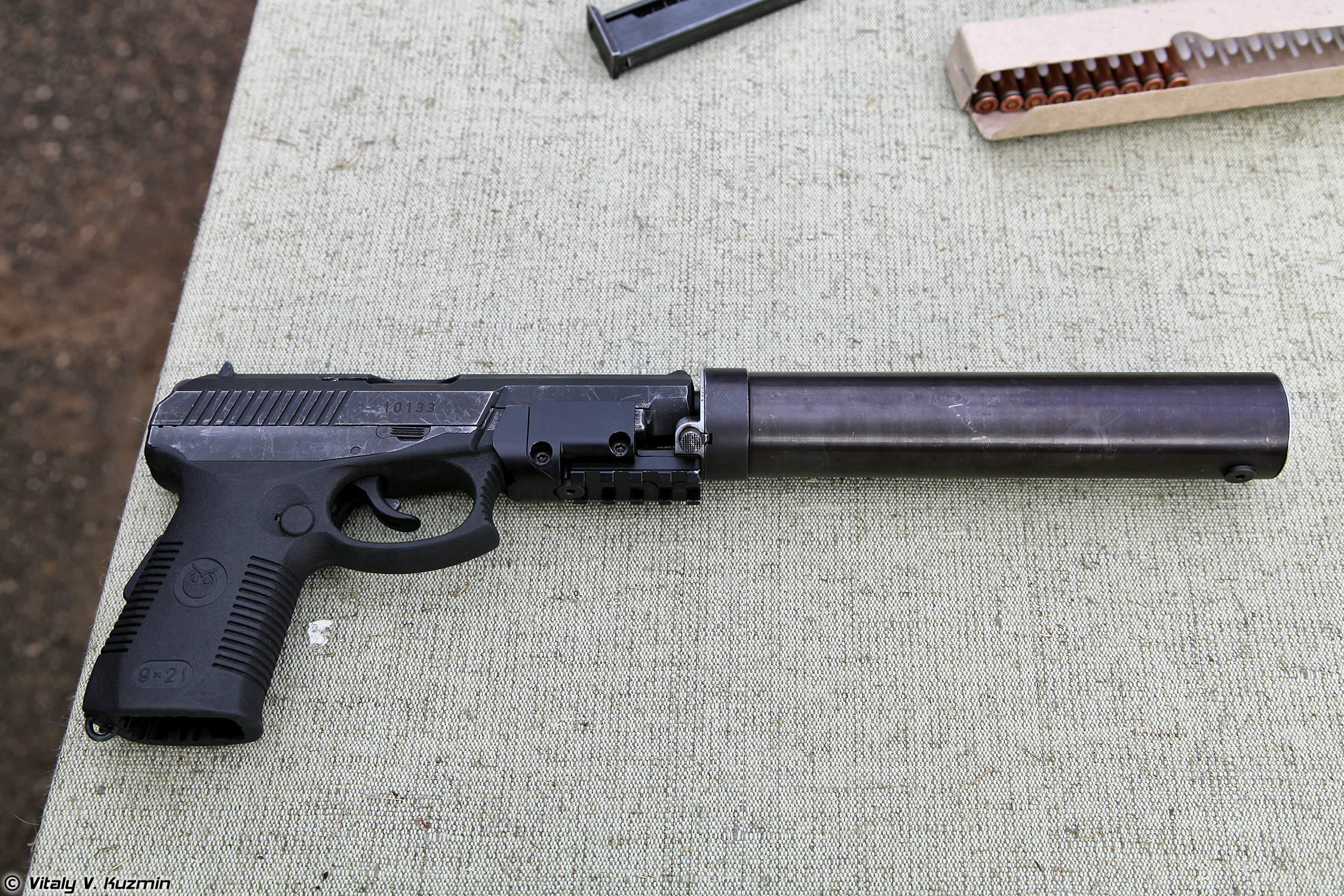